# ییلدریم‌لار (اورتاکوی)
ییلدریم‌لار (به ترکی استانبولی: Yıldırımlar) یک منطقهٔ مسکونی در ترکیه است که در اورتاکوی (آق‌سرای) واقع شده‌است.